# Akademiuddannelser i Danmark
|  | Denne artikel handler om de danske videregående akademiuddannelser (AU). For de danske videregående erhvervsakademiuddannelser (AK), se Korte videregående uddannelser (KVU). |
En akademiuddannet eller en AU (engelsk: Academy Profession Graduate eller AP Graduate) er en person, der har gennemført en videregående akademiuddannelse (engelsk: Academy Profession Programme eller AP Programme) – også kaldet en videregående voksenuddannelse eller en VVU (engelsk: Further Adult Education) – i voksenuddannelsesregi på et erhvervsakademi i Danmark. Efter endt uddannelse opnår den akademiuddannede en AU-grad/VVU-grad (engelsk: Academy Profession Degree eller AP Degree), der er på samme niveau som en kort videregående uddannelse (KVU), herunder en erhvervsakademiuddannelse (AK).

## Akademiuddannelser i Danmark
Akademiuddannerne (de videregående voksenuddannelser, VVU) er videregående uddannelser, der læses på de danske erhvervsakademier og udbydes efter Lov om åben uddannelse. Akademistudierne (VVU) er normeret til 1 års fuldtidsstudier, svarende til 60 ECTS-point. De danske akademiuddannelser (videregående voksenuddannelser) er tilrettelagt som videregående deltidsuddannelser fordelt over 2-3 år, idet undervisningen hovedsageligt foregår i weekenden eller om aftenen; dog skal en akademistuderende have afsluttet sin akademiuddannelse (videregående voksenuddannelse, VVU) senest 6 år fra studiestart. De danske akademiuddannelser svarer til og er på samme niveau som de danske korte videregående uddannelser (KVU), herunder erhvervsakademiuddannelserne (AK). Enhver akademiuddannelse skal afsluttes med et større afgangsprojekt kaldet akademiprojekt, akademispeciale eller akademiafhandling. De videregående voksenuddannelser (akademiuddannelserne) adskiller sig fra de øvrige videregående uddannelser ved at være brugerbetalte med priser på ca. 20.000-50.000 kr.
For at blive optaget som studerende på et dansk akademistudium kræves som minimum følgende:
- mindst 2-3 års relevant erhvervserfaring eller
- en relevant gymnasial uddannelse eller
- en relevant erhvervsuddannelse (EUD) samt
- evt. yderligere eller supplerende teoretisk videreuddannelse samt
- evt. specifikke adgangskrav som f.eks. fagniveau, kurser eller lignende.

En akademiuddannelse (videregående voksenuddannelse, VVU) kan både tages som prægraduat grunduddannelse (hvor man f.eks. bygger oven på sin nuværende gymnasiale uddannelse eller erhvervsuddannelse) eller som postgraduat videreuddannelse (hvor man f.eks. supplerer sin nuværende korte videregående uddannelse). En afsluttet akademieksamen giver adgang til diplomuddannelser på de danske CVU'er, professionshøjskoler og universiteter.
Ifølge Undervisningsministeriets officielle beskrivelse af de danske akademiuddannelser (videregående voksenuddannelser) "skal en akademiuddannet (AU) gennem faglige og personlige kompetencer kunne varetage funktioner på specialist- eller mellemlederniveau inden for et relevant fagområde ... på akademiniveau". 
Pr. 1. oktober 2008 udbyder de danske erhvervsakademier tilsammen 17 akademiuddannelser (VVU), som er inddelt i nedenstående 3 fagområder. Derudover er det muligt at gennemføre en fleksibel VVU (fleksibel akademiuddannelse), hvor man selv sammensætter enkeltfag og moduler fra de forskellige akademiuddannelse (videregående voksenuddannelser).
1. Det merkantile område
2. Det tekniske område
3. Sundhed, pædagogik og forvaltning

En akademiuddannelse (VVU) består af 6 moduler: 4 obligatoriske fagmoduler efterfulgt af 1 specialeforløb og 1 afgangsprojekt. Efter gennemførelse af de 4 obligatoriske fagmoduler på en akademiuddannelse inden for det merkantile område bliver man merkonom. Ligeledes bliver man efter gennemførelse af de 4 obligatoriske fagmoduler på en akademiuddannelse inden for det tekniske område teknonom. Ved gennemførelse af de 4 obligatoriske fagmoduler på en akademiuddannelse inden for sundhed, pædagogik og forvaltning bliver man humanom.

## Liste over akademiuddannelser i Danmark
Undervisningsministeriets liste over samtlige godkendte akademiuddannelser (VVU) i Danmark:

### Det merkantile område
- Akademiuddannelsen i finansiel rådgivning
- Akademiuddannelsen i HR
- Akademiuddannelsen i informationsteknologi
- Akademiuddannelsen i international handel og markedsføring
- Akademiuddannelsen i international transport og logistik
- Akademiuddannelsen i kommunikation og formidling
- Akademiuddannelsen i ledelse
- Akademiuddannelsen i retail
- Akademiuddannelsen i økonomi- og ressourcestyring
- Akademiuddannelsen i skatter og afgifter

### Det tekniske område
- Akademigastronom
- Akademiuddannelsen i automation og drift
- Akademiuddannelsen i innovation, produkt og produktion
- Akademiuddannelsen i laboratorie- og bioteknologi

### Sundhed, pædagogik og forvaltning
- Akademiuddannelsen i sundhedspraksis
- Akademiuddannelsen i ungdomspædagogik
- Akademiuddannelsen til statonom
- Biblioteksassistent
- Friluftsvejleder

IT
- Online Akademiuddannelse i IT[2]

## Eksterne kilder, links og henvisninger
- Undervisningsministeriets information om akademiuddannelserne (VVU) Arkiveret 27. september 2008 hos  Wayback Machine
- Undervisningsministeriets bekendtgørelse af 29. august 2007 af lov om erhvervsrettet grunduddannelse og videregående uddannelse (videreuddannelsessystemet) for voksne
- Undervisningsministeriets beskrivelse af de danske akademiuddannelser (VVU) (Webside ikke længere tilgængelig)